# Кимпира
Кимпира (яп. 金平) — японская техника приготовления еды, заключающаяся в предварительной обжарке ингредиентов на растительном масле и последующем тушении в бульоне на основе соевого соуса и мирина до полного упаривания жидкости. В основном используется для приготовления корнеплодов (в первую очередь моркови и лопуха), морских водорослей, таких как хидзики, а также тофу, сейтана, мяса и курицы.

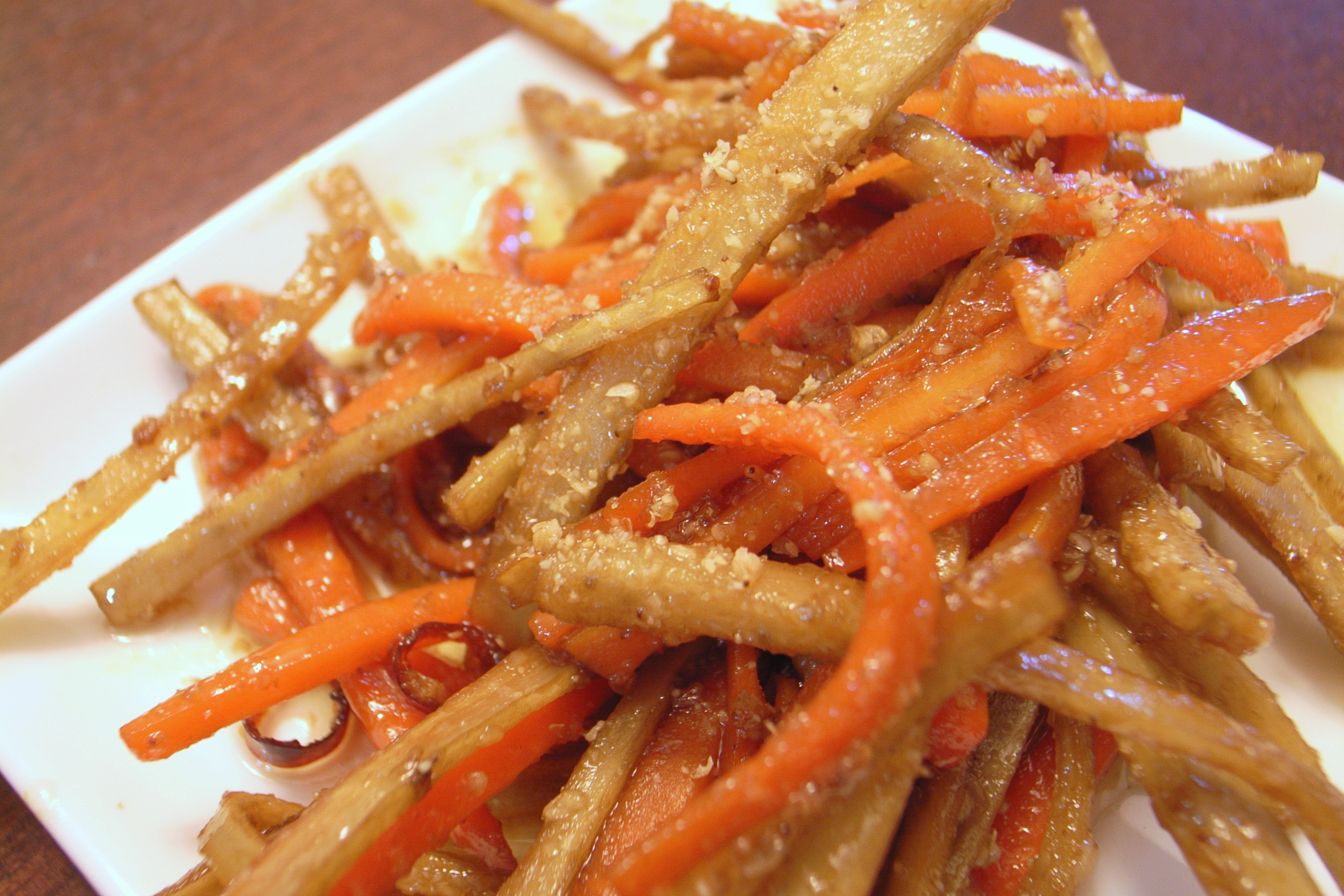
Кимпира из моркови и лопуха

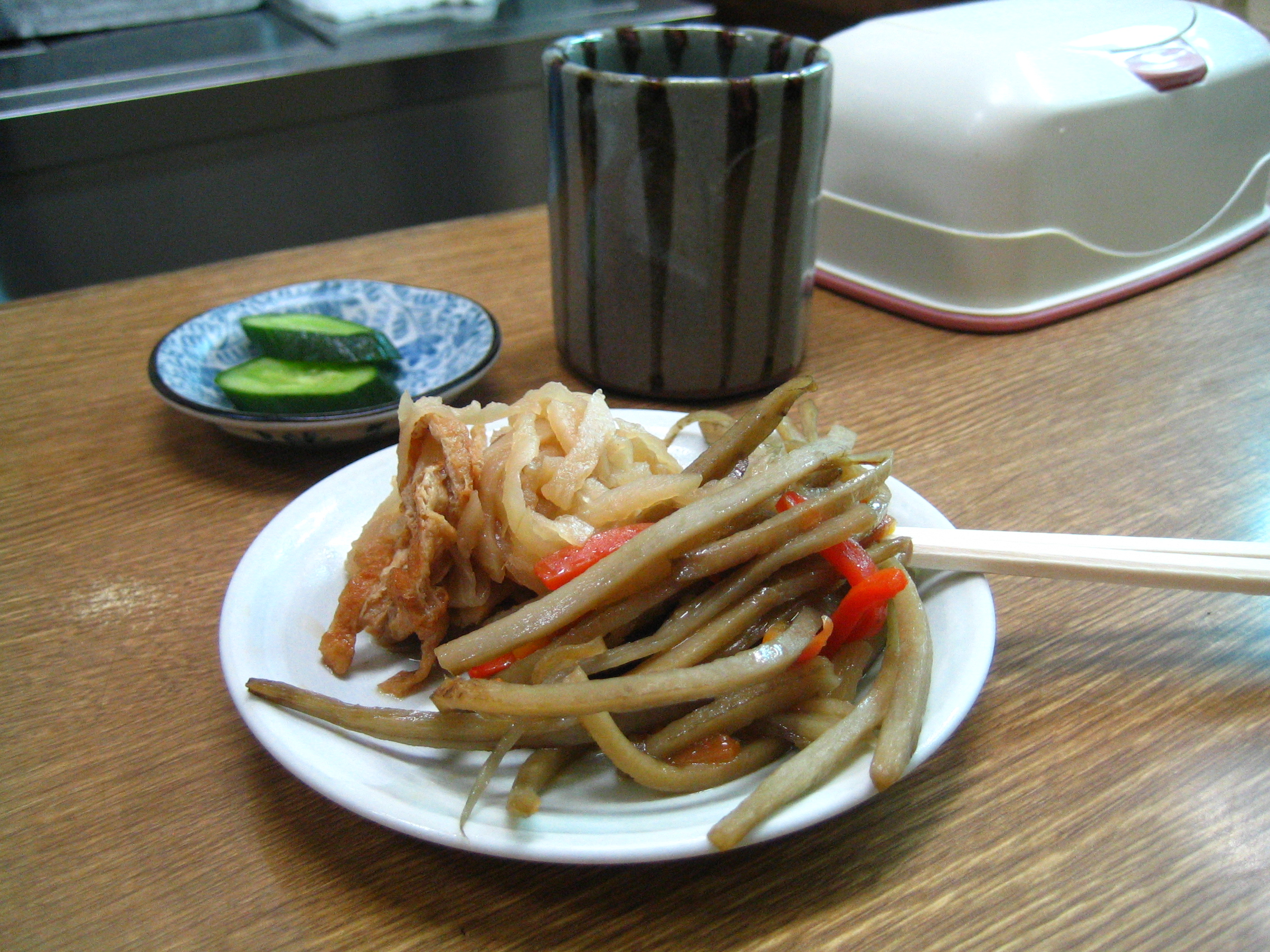
Кимпира гобо с морковью и варёным вяленым дайконом.

Приготовленное таким способом блюдо обычно подаётся с соевым соусом, мирином или красным перцем.